# 정왕초등학교
정왕초등학교(正往初等學校)는 대한민국 경기도 시흥시에 있는 공립 초등학교이다.

## 연혁
- 1996년 1월 13일 : 정왕초등학교 설립 인가
- 1996년 3월 1일 : 정왕초등학교 개교
- 1996년 3월 1일 : 초대 민영기 교장 부임
- 1997년 2월 14일 : 제 1회 졸업식(81명)
- 2019년 1월 11일 : 제 23회 졸업식 (81명)
- 2019년 3월 11일 : 42(특수3)학급 편성
- 2022년 11월 18일 : 꿈빛체육관 준공
- 2023년 3월 2일 : 제 11대 한혜선 교장 부임
- 2024년 1월 23일 : 제 28회 졸업식(145명 졸업, 누계 6.966명)
- 2024년 3월 1일 : 제 12대 이기덕 교장 부임
- 2024년 3월 1일 : 45학급(특수 3학급, 특별학급 포함) 편성
- 2024년 3월 1일 : 교육국제화특구 교육과정 운영